# 이인범
이인범(李仁範, 일본식 이름: 義本仁範 요시모토 히토마사, 1914년 ~ 1978년 9월 14일)은 대한민국의 테너 성악가이다.

## 생애
본관은 전주(全州)이며 호(號)는 선당(仙堂)· 국촌(菊村)이다. 평안북도 용천에서 출생하였으며 지난날 한때 함경남도 원산에서 잠시 유아기를 보낸 적이 있는 그는 평안남도 평양 숭실학교와 경성 연희전문학교를 졸업하고, 일본에 유학하여 성악을 공부해 테너 가수가 되었다.
일제강점기 말기에 전국 순회 공연으로 시국 음악을 연주해 전쟁 지원을 부추긴 친일 음악단체 경성후생실내악단에 참가하여 활동한 경력이 있다. 이로 인해 민족문제연구소가 2008년 발표한 친일인명사전 수록예정자 명단 중 음악 부문에 선정되었다.
광복 후 연세대학교 음악대학 학장을 지냈고 고려교향악단, 서울교향악단에서 활동하며 대한민국의 서양음악계에 큰 영향을 미쳤다. 특히 한국오페라연구회를 창설하고 국립오페라단 초대 단장을 지내 국내 오페라계의 초석을 닦기도 했다.
한국 전쟁 막바지이자 종전 직전 시기이던 1953년에는 사고로 얼굴에 큰 화상을 입고도 수술 끝에 재기한 일화가 있다. 사고 당시 성악가로서의 활동이 어려울 것이라는 예측이 있었으나, 1년 후 재기 독창회를 열고 1950년대를 대표하는 성악가로 활동했다. 1970년 국민훈장 동백장을 수여받았다. 1973년 만성 대장암이 발병, 5년간 투병하다 끝내 건강을 회복하지 못하고 1978년 9월 13일 향년 65세로 사망하였다.
피아니스트 이방숙이 이인범의 딸이며, 부인 이정자도 피아니스트였다. 이방숙은 이인범을 기리는 이인범 기념 장학회를 설립하여 동아음악콩쿠르의 성악 부문 남자 최우수 입상자에게 장학금을 지원하고 있다.
소설가 김은국은 이인범의 고종사촌 동생인데 그가 한국 전쟁을 배경으로 한 소설 《순교자》를 쓸 때 목사인 이인범의 아버지를 모델로 했다는 사실이 잘 알려져 있다.

## 가족 및 친척 관계
- 누나: 이옥현(李玉賢, 개신교 권사, 사망.)
- 아우: 이인근(李仁根, 가수, 한국 전쟁 때 납북 후 피살.)
- 아내: 이정자(李貞子, 피아노 연주자, 사망.)
- 딸: 이방숙(李芳淑, 1943년 10월 30일 ~ , 피아노 연주자.)
- 고모부: 김찬도(金燦道, 1907년 4월 18일 ~ 1994년 9월 21일, 독립운동가. 재미교포 소설가 김은국의 아버지.)
- 고종사촌 동생: 김은국(金恩國, 1932년 3월 13일 ~ 2009년 6월 23일, 김찬도의 차남. 재미교포 소설가.)

## 소속
- 前 연세대학교 음악대학 학장

## 학력
- 평안남도 평양 숭실고등보통학교 졸업
- 경성 연희전문학교 문과 학사
- 일본 도쿄 고등음악학원 전문학사

## 이외 이력
- 前 신민당 문화예술행정특임위원(1970년~1971년)

## 같이 보기
- 김성태

## 참고자료
- 이방숙, 아버지의 추억 (30) - 피아니스트 이방숙[깨진 링크(과거 내용 찾기)] 《조선일보》 (2004.8.25)
- “前延世大 音大學長 테너 李仁範씨別世” (PDF). 경향신문. 1973년 9월 14일. 7면면. 2016년 3월 6일에 원본 문서 (PDF)에서 보존된 문서. 2008년 3월 29일에 확인함.
- “황국신민 맹세한 인물이 한국음악의 거목 - 친일음악편/ 홍난파, 현제명, 김성태, 남인수 등 24명”. 컬처뉴스. 2005년 9월 5일.